# レッド・オクトーバーを追え!
『レッド・オクトーバーを追え!』（原題：The Hunt for Red October）は、トム・クランシーによる小説『レッド・オクトーバーを追え』（1984年）を原作として1990年に製作されたアメリカ映画。冷戦終結後の1990年に公開され、アカデミー音響効果賞を受賞した。
2011年3月25日には「スペシャル・コレクターズ・エディション」と題したBlu-ray Disc版がリリースされた。

## ストーリー
1984年11月、冷戦時代のソ連。
経験豊富なソ連海軍の潜水艦艦長であるマルコ・ラミウス大佐は、ソナーに探知されない程の超静音航行システム「キャタピラー・ドライブ」を搭載した改良型タイフーン級原子力潜水艦「レッド・オクトーバー」の処女航海任務を任された。ラミウスはレッド・オクトーバーを指揮し、かつての教え子であるツポレフ艦長が指揮するアルファ級潜水艦「コノヴァロフ」と共同で演習を行うためにムルマンスク港を出港するが、まもなくラミウスは政治将校のイワン・プーチンを事故に見せかけて殺害し、アメリカ東海岸でミサイル演習を行いつつハバナに向かうという偽の命令を艦内に伝える。実はラミウスは1年前の妻の死をきっかけにソ連政府に嫌気が差しており、ボロディン副長以下、信頼する子飼いの部下たちと共にアメリカへの亡命を企てていた。また、ラミウスは退路を断つために、亡命の意志を伝える手紙をソ連政府に送っており、間もなくソ連上層部はレッド・オクトーバーの追跡及び撃沈命令を出すと、演習と称して大西洋上への大部隊の展開を開始した。
同じ頃、ソ連の新型潜水艦の偵察任務を行なっていたアメリカ海軍のロサンゼルス級原子力潜水艦「ダラス」はスクリューによる通常航行中のレッド・オクトーバーを発見し、情報を受けたCIA上層部の一人でアメリカ海軍中将のジェームズ・グリーアは、潜水艦に精通するCIA分析官で元海兵隊員のジャック・ライアンをロンドンから呼び寄せ、新型潜水艦についての調査を命令する。間もなくライアンはレッド・オクトーバーが未だアメリカも実現できていないキャタピラー・ドライブを搭載していると気づく。しかし、時既に遅く、キャタピラー・ドライブを作動させたレッド・オクトーバーはダラスの前から姿を消し去っていた。
ソ連からの不確かな諜報情報が届く中、レッド・オクトーバーの目的について悩むアメリカ政府上層部であったが、ライアンは国家安全保障担当大統領補佐官ジェフリー・ペルトや軍上層部を相手としたミーティングの席で、ラミウスの意図が亡命であると見抜く。軍上層部はライアンの予想を否定するものの、ライアンにその仮説を確認するための3日間の猶予を与える。そしてライアンはかつての事故のトラウマにより苦手な飛行機に乗せられ、大西洋の真ん中にある空母「エンタープライズ」へと派遣される。
一方、レッド・オクトーバーは順調に進んでいるように見えたが、内部にGRUと思われる要員が密かに潜り込んでおり、「キャタピラー・ドライブ」への破壊工作が発生する。「キャタピラー・ドライブ」を修復しながら航海を続けるためにやむを得ず通常航行にするが、その航行音によってソ連の哨戒機に発見され、魚雷攻撃を受ける。これは避けるものの、亡命の意図を知らない下士官や乗務員たちの間に不安が広がる。また、遅れながら撃沈命令を知ったツポレフは、ラミウスの航行ルートを正確に予測し、猛追する。同じく、ダラスのソナー技術者であるジョーンズは、水中音響ソフトを使ってレッド・オクトーバーを探知する方法を発見し、その軌跡から航行ルートを予測し、先回りすることをマンキューソ艦長に進言する。
「キャタピラー・ドライブ」の修復が完了したレッド・オクトーバーを捕捉できず、業を煮やしたソ連政府は外交ルートを通じてアメリカ政府に「ラミウスが錯乱し、アメリカにミサイル攻撃を行おうとしている」と嘘をつき、アメリカ軍からも撃沈させるように仕向ける。猶予が無い中、ライアンはラミウスの亡命計画の中身を予測し、彼らと接触するために、エンタープライズ所属のSH-3H艦載ヘリコプターに乗り込み、荒れた海の中をレッド・オクトーバーを追跡中のダラスへと乗り込む。ライアンは、ソ連の嘘の情報を信じるマンキューソを説得すると、発見したレッド・オクトーバーに古典的なモールス信号を使って亡命の意図を察知していることや、それに協力する意志があることを伝える。内心で安堵するラミウスは、当初の計画通り、原子力事故による放射能汚染が艦内に起きたように見せかけて、亡命計画を知らない下士官や一般兵たちを避難させるという形で海上へ出て艦外へと追い出す。そこにアメリカのペリー級ミサイルフリゲート「ルーベン・ジェームズ」がやってくると、ラミウスと彼の子飼いの士官たちは放射能汚染されていることになっている艦内に戻り、自分たちで迎撃すると嘘をつき、潜航する。ルーベン・ジェームズにはグリーアなどが乗り込んでおり、SH-60B艦載ヘリコプターによってレッド・オクトーバーの下士官や一般兵たちへの欺瞞工作として短魚雷攻撃を行うと、ルーベン・ジェームズ側からの遠隔操作によって命中前に魚雷を自爆させた。
ライアン、マンキューソ、ジョーンズの3人はDSRVを使ってレッド・オクトーバーに乗り込む。ラミウスと部下たちは彼らを快く迎え入れ、正式に亡命の意志を伝えるが、そこに追いついたコノヴァロフが魚雷攻撃を開始する。1発目は魚雷の安全装置により外れ、2発目はラミウスの指揮で安全装置解除距離に達する前にレッド・オクトーバーが魚雷に突っ込んだことで不発に終わる。しかし例のGRUの工作員がまだ艦内に残っており、発令所内に銃撃したことでボロディン副長が死亡する。工作員はレッド・オクトーバーをアメリカに渡すまいと大量のSLBMがあるミサイル庫を爆破して沈めようとしていた。ライアンはラミウスの案内でミサイル庫に向かい、工作員の銃撃で負傷したラミウスを残し、単身でミサイル庫に乗り込んで工作員だった烹炊員のロギノフを追い詰めてこれを射殺し、危機を救う。また、コノヴァロフの攻撃も加勢してきたダラスの副長らの攪乱作戦やラミウスの代わりにレッド・オクトーバーを指揮していたマンキューソの手腕によって失敗に終わり、逆にコノヴァロフがレッド・オクトーバーによって誘導されてきた魚雷によって撃沈される。このコノヴァロフの撃沈がレッド・オクトーバーが撃沈されたものと誤解されたことによってアメリカとソ連の外交問題は発生せずに済み、ラミウスらの亡命も成功した。
ソ連に探知されないために、ライアンの策によってレッド・オクトーバーは夜半のメイン州ペノブスコット川を遡上する。そこでラミウスは、ライアンに感謝しつつ、ソ連政府がレッド・オクトーバーを使ってアメリカへの無差別先制核攻撃を計画していることを知り、嫌気が差して亡命したと明かす。また、ラミウスがクリストファー・コロンブスの言葉「海は人々に新しい希望をもたらす」を引用すると、ライアンは同意し「新世界へようこそ」と返す。
すべてが終わり、家族が待つ家へと帰る飛行機の中で、満足そうに眠るライアンのシーンで幕を閉じる。

## 登場人物

### ソ連ミサイル原潜（SSBN）「レッド・オクトーバー」
- マルコ・ラミウス大佐[注釈 6]（艦長） - ショーン・コネリー
- ヴァシリー・ボロディン中佐（副長） - サム・ニール
- グレゴリー・カマロフ大尉（航海長） - マイケル・ウェルデン
- イワン・プーチン上級中尉（政治士官） - ピーター・ファース
- ヴィクター・スラヴィン上級中尉 - ボリス・リー・クルトノグ
- アナトリー上級中尉 - アナトリー・ダヴィドフ
- アレキサンダー・メレヒン機関上級中尉（機関長） - ロナルド・ガットマン
- エフゲニー・ペトロフ軍医上級中尉（軍医長） - ティム・カリー
- 中尉 - イワン・グヴェラ
- ユーリ少尉 - アルトゥール・キブルスキー
- イゴール・ロギノフ主計兵（烹炊員、GRU工作員） - トーマス・アラナ

### 中央情報局（CIA）
- ジャック・ライアン（情報分析官） - アレック・ボールドウィン
- ジェームズ・グリーア海軍中将（CIA情報担当副長官） - ジェームズ・アール・ジョーンズ

### アメリカ海軍攻撃型原潜（SSN）「ダラス」
- バート・マンキューソ中佐（艦長） - スコット・グレン
- フレッド・ダルトン・トンプソン少佐（副長） - アンソニー・ペック
- ビル・スタイナー少佐（深海救難艇指揮官） - ティモシー・カーハート
- ワトソン上等兵曹（先任伍長） - ラリー・ファーガソン
- ロナルド・ジョーンズ二等兵曹（ソナー員） - コートニー・B・ヴァンス
- ボーモント水兵（ソナー員） - ネッド・ヴォーン

### ソ連攻撃型原潜（SSN） コノヴァロフ
- ヴィクトル・ツポレフ中佐（艦長） - ステラン・スカルスガルド
- アンドレイ・ボノヴィア大尉（副長） - クリストファー・ヤンチャル

### ソ連関係者
- アンドレイ・ルイセンコ（ソ連の駐米大使） - ジョス・アクランド
- ユーリ・イリイチ・パドーリン提督（赤色艦隊政治局長） - ピーター・ツィンナー

### アメリカ政府・海軍関係者
- ジェフリー・ペルト（国家安全保障担当大統領補佐官） - リチャード・ジョーダン
- スキップ・タイラー（海軍兵学校教官、元潜水艦長） - ジェフリー・ジョーンズ
- ジョシュア・ペインター少将（原子力空母 エンタープライズ乗艦 空母戦闘群司令官） - フレッド・トンプソン
- チャーリー・ダヴェンポート大佐（エンタープライズ艦長。原作ではアメリカ海軍情報部長・中将） - ダニエル・デイヴィス

## 日本語吹替
| 役名                   | 俳優                           | 日本語吹替           | 日本語吹替                        | 日本語吹替                                                              |
| 役名                   | 俳優                           | ソフト版             | TBS版                             | テレビ朝日版                                                            |
| ---------------------- | ------------------------------ | -------------------- | --------------------------------- | ----------------------------------------------------------------------- |
| マルコ・ラミウス       | ショーン・コネリー             | 小林清志             | 若山弦蔵                          | 坂口芳貞                                                                |
| ジャック・ライアン     | アレック・ボールドウィン       | 富山敬               | 大塚芳忠                          | 江原正士                                                                |
| バート・マンキューソ   | スコット・グレン               | 納谷六朗             | 千田光男                          | 田中信夫                                                                |
| ジェームズ・グリーア   | ジェームズ・アール・ジョーンズ | 加藤正之             | 藤本譲                            | 藤本譲                                                                  |
| ヴァシリー・ボロディン | サム・ニール                   | 西村知道             | 池田勝                            | 小川真司                                                                |
| アンドレイ・ルイセンコ | ジョス・アクランド             | 今西正男             | 亀井三郎                          | 中庸助                                                                  |
| ジェフリー・ペルト     | リチャード・ジョーダン         | 吉水慶               | 有本欽隆                          | 仲野裕                                                                  |
| イワン・プーチン       | ピーター・ファース             | 稲葉実               | 小島敏彦                          | 牛山茂                                                                  |
| ペトロフ               | ティム・カリー                 | 辻親八               | 西村知道                          | 後藤哲夫                                                                |
| ロナルド・ジョーンズ   | コートニー・B・ヴァンス        | 荒川太朗             | 星野充昭                          | 高木渉                                                                  |
| ツポレフ               | ステラン・スカルスガルド       | 稲葉実               | 金尾哲夫                          | 中田和宏                                                                |
| スキップ・タイラー     | ジェフリー・ジョーンズ         | 田原アルノ           | 津田英三                          | 稲葉実                                                                  |
| ビル・スタイナー       | ティモシー・カーハート         |                      | 有本欽隆                          | 檀臣幸                                                                  |
| ジョシュア・ペインター | フレッド・トンプソン           | 小関一               |                                   | 島香裕                                                                  |
| ダヴェンポート         | ダニエル・デイヴィス           | 沢木郁也             |                                   | 稲葉実                                                                  |
| ボモント               | ネッド・ヴォーン               | 森一                 | 古田信幸                          | 鈴木正和                                                                |
| トンプソン             | アンソニー・ペック             |                      | 藤城裕士                          | 大川透                                                                  |
| ファーガソン           | ラリー・ファーガソン           |                      |                                   | 辻親八                                                                  |
| メレキン               | ロナルド・ガットマン           |                      | 田中正彦                          | 青山穣                                                                  |
| ロギノフ               | トーマス・アラナ               | 小島敏彦             | 小室正幸                          |                                                                         |
| カマロフ               | マイケル・ウェルデン           | 小室正幸             | 中田和宏                          | 森田順平                                                                |
| キャロライン・ライアン | ゲイツ・マクファーデン         | 有馬瑞香             |                                   |                                                                         |
| サリー・ライアン       | ルイーズ・ボーラス             | 佐藤ユリ             |                                   |                                                                         |
| アンドレイ・ボノヴィア | クシシュトフ・ヤンチャル       |                      |                                   | 小形満                                                                  |
| パドーリン             | ピーター・ツィンナー           | 今西正男             | 亀井三郎                          |                                                                         |
| ムーア判事             | レイ・レインハード             | 小関一               | 緒方賢一                          |                                                                         |
| スラヴィン             | ボリス・クルトノグ             | 小島敏彦             | 小野健一                          |                                                                         |
| その他                 | N/A                            |                      | 沢海陽子 坂東尚樹 伊井篤史        | 川中子雅人 齋藤龍吾 小野健一 中博史 大黒和広 高瀬右光 清水敏孝 荻原秀樹 |
| 日本語版スタッフ       |                                |                      |                                   |                                                                         |
| 演出                   | 演出                           | 小林守夫             | 伊達康将                          | 伊達康将                                                                |
| 翻訳                   | 翻訳                           | 島伸三               | 島伸三                            | 平田勝茂                                                                |
| 調整                   | 調整                           |                      | 荒井孝                            | 田中和成                                                                |
| 効果                   | 効果                           |                      | リレーション                      | リレーション                                                            |
| プロデューサー         | プロデューサー                 |                      | 上田正人                          | 圓井一夫                                                                |
| 制作                   | 制作                           | 東北新社             | 東北新社                          | 東北新社                                                                |
| 初回放送               | 初回放送                       | 1991年2月1日 VHS発売 | 1993年4月7日 『水曜ロードショー』 | 1999年5月2日 『日曜洋画劇場』                                           |
| 正味                   | 正味                           | N/A                  | 約119分                           | 約95分                                                                  |

- 2016年1月30日、BS-TBSでもテレビ朝日版が放送された。CMを含め2時間という枠に収めるためカットが多く、オリジナルに存在しない田中信夫のナレーションで始まる。
- 2020年11月9日、同年10月31日に亡くなったショーン・コネリーを偲び、テレビ東京の午後のロードショーで放送したのもやはりテレビ朝日版である。通常映画番組を放送しない時間帯に2時間2分の放送枠を急遽設けた。

## 評価
レビュー集計サイト「Rotten Tomatoes」では72件のレビューを基に89%の支持を獲得し、平均評価は7.7/10となっている。同サイトの批評コンセンサスでは「完璧なキャスティングに、サスペンスが詰まった『レッド・オクトーバーを追え!』は十分な火力（firepower）を持った昔ながらの潜水艦スリラーである」としている。
Metacriticでは、17人の批評家を基に100点満点中58点の加重平均スコアを獲得しており、「賛否両論または平均的な評価」としている。
クランシーは1991年のインタビューで、この映画の成功について次のように述べている。「この映画には多くの技術的な間違いがあり、必要ないと思えるストーリーの変更もあったが、原作の精神にはかなり忠実だった。ただ、印刷された言葉とスクリーンに投影された視覚的表現は2つの異なる芸術形式であって、それらは非常に異なる役割を持っていることを忘れてはならない。」

## ゲーム
アルトロンより、レッド・オクトーバーの名をタイトルに使ったゲームソフトがゲームボーイとスーパーファミコン用に発売されている。日本ではファミコン版は発売中止となったが、再三に渡ってこのゲームを自画自賛していた様子が後年話題になった。

## その他
- 映画の冒頭から、ラミウスやボロディンらソ連人役のキャストはロシア語を話しているが、政治士官プーチンが艦長室でラミウスの私物の聖書の黙示録を読むシーンで徐々に口元へクローズアップし、「ハルマゲドン」の単語から英語に変わる（ただ、後の場面でもロシア語で話すシーンが所々にある）。
- イギリスのゲーム会社JagexのMMORPG『RuneScape』のクエスト、「Cold war」と続編『The hunt for red raktuber』はこの映画から取られている。
- 日本語の字幕や吹き替えでは扱われないが、レッド・オクトーバーを追跡するダラスの腕利きソナー員であるジョーンズ兵曹の台詞にはクラシック音楽（マクティアナン監督はジュリアード音楽院で学んだ）やオーディオヴィジュアルに関する、平易に理解し難い知識が含まれている。レッド・オクトーバーの推進音を探しながら「S/N比が劣化して（Signal to noise ratio's dropping.）」と呟き、コノヴァロフの魚雷の特徴を米軍の魚雷より「ピッチが高い（pitch is too high.）」と表現する。
- 映画終盤、魚雷を回避するためダラスが緊急浮上するシーンにおいて副長の指示に「緊急ベル」と字幕が表示されるが、これは「エマージェンシー・ブロー」（Emergency Blow、緊急浮上)の誤訳である。